# 党卫队全国领袖护卫营
党卫队全国领袖护卫营（德語：Begleit-Bataillon Reichsführer-SS）是党卫队全国领袖海因里希·希姆莱的私人卫队，组建于1941年5月。巴巴羅薩行動期间，该营曾在东线战场作战。親衛隊旅隊領袖威廉·蒙克于柏林戰役期间组建蒙克战斗群（Kampfgruppe Mohnke）时，600名党卫队全国领袖护卫营的官兵也加入了战斗群。